# مكيال الطبخ

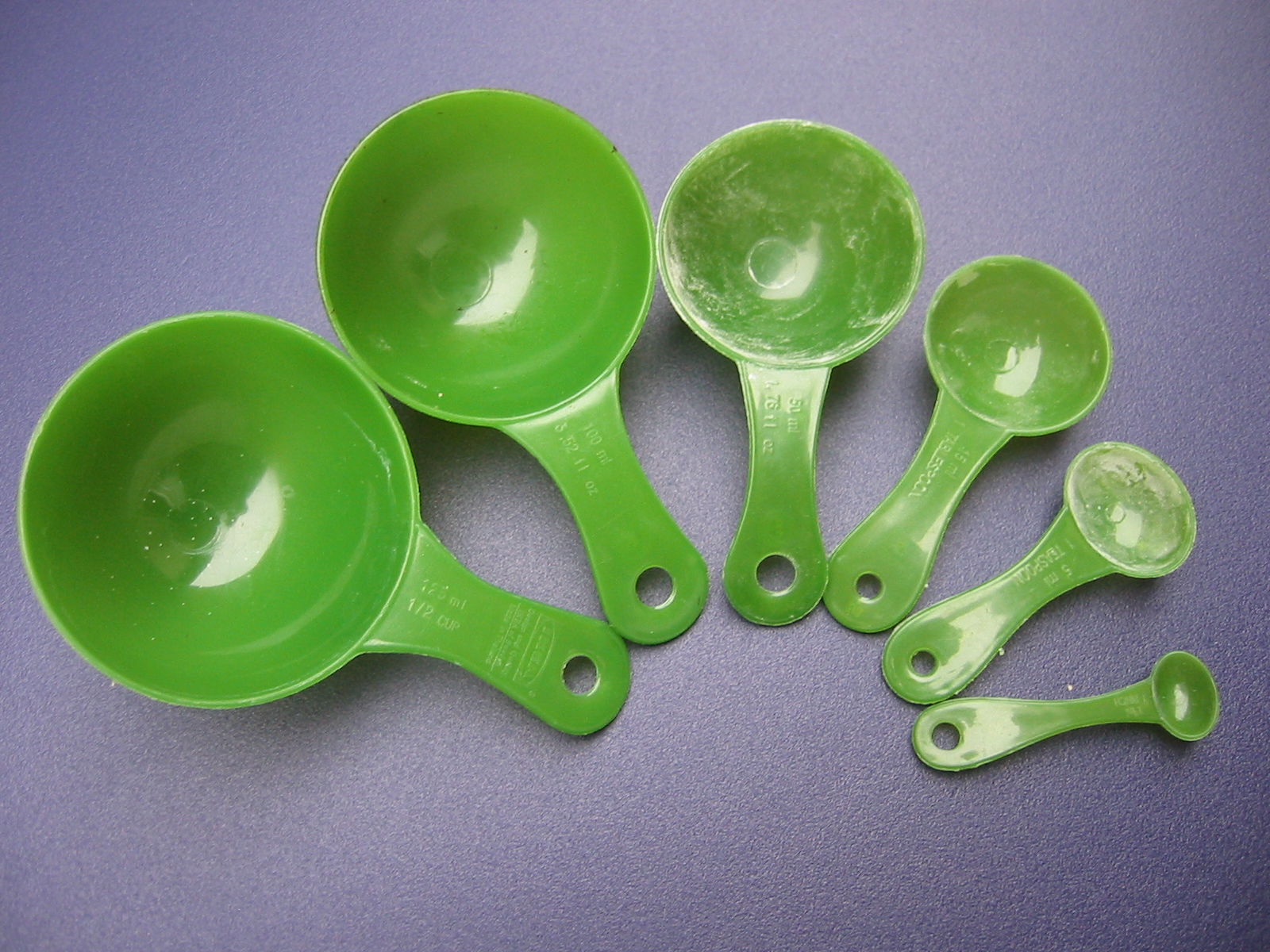
ملاعق للكيل وفق النظام المتري – 1 مل, 5 مل, 15 مل, 50 مل, 100 مل, 125 مل

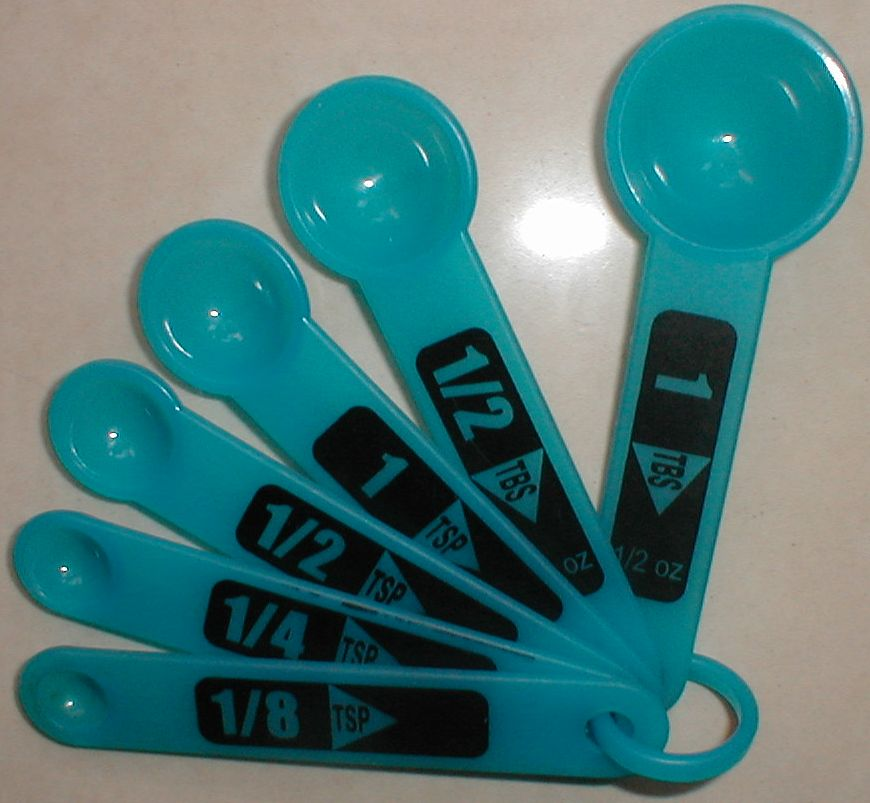
مكاييل

مكيال الطبخ هو مكيال يستخدم في المطبخ، من أجل قياس الأوزان والأحجام في تحضير الوصفات أثناء عملية الطبخ وطهي الطعام.
استدعت الحاجة إلى توحيد مكاييل للطبخ، إذ كانت الوصفات القديمة متناقلة وغالباً ما كانت تحوي على مقاييس غير معيارية، مثل استخدام تعابير ملء راحة يد (كمشة) أو ملء كوب أو كمية كافية، إلخ. أما في الوقت الحالي فتستخدم معايير وفق النظام المتري في أغلب دول العالم من أجل توحيد الكميات؛ على الرغم من وجود معايير خاصة في بعض الدول مثل الولايات المتحدة.